# Sem Westerveld
Sem Westerveld (San Sebastián, 18 juli 2002) is een Nederlands voetballer die als doelman voor Jong AZ speelt. Hij is een zoon van Sander Westerveld en een kleinzoon van Hennie Ardesch.

## Carrière
Sem Westerveld speelde in de jeugd van Ajax Cape Town, waar zijn vader Sander keeper en keeperstrainer was, en AZ. Hij debuteerde in het betaald voetbal voor Jong AZ op 4 januari 2021, in de met 0-1 verloren thuiswedstrijd in de Eerste divisie tegen Roda JC Kerkrade.

### Statistieken
| Seizoen                    | Club           | Land           | Competitie     | Competitie | Competitie | Beker | Beker | Totaal | Totaal |
| Seizoen                    | Club           | Land           | Competitie     | Wed.       | Dlp.       | Wed.  | Dlp.  | Wed.   | Dlp.   |
| -------------------------- | -------------- | -------------- | -------------- | ---------- | ---------- | ----- | ----- | ------ | ------ |
| 2020/21                    | Jong AZ        | Nederland      | Eerste divisie | 5          | 0          | –     | –     | 5      | 0      |
| 2021/22                    | Jong AZ        | Nederland      | Eerste divisie | 17         | 0          | –     | –     | 17     | 0      |
| 2022/23                    | Jong AZ        | Nederland      | Eerste divisie | 13         | 0          | –     | –     | 13     | 0      |
| Carrièretotaal             | Carrièretotaal | Carrièretotaal | Carrièretotaal | 35         | 0          | 0     | 0     | 35     | 0      |
| Bijgewerkt op 19 juli 2023 |                |                |                |            |            |       |       |        |        |